# Le nozze in villa
Personnages
- Sabina (mezzo-soprano)
- Trifoglio, maître d'école (basse bouffe)
- Claudio, riche propriétaire (ténor)
- Don Petronio, père de Sabina (basse)
- Anastasia (alto)

Airs
- « In lei vegg'io l'oggetto » (Claudio, Sabina, Petronio) – Acte I

Le nozze in villa (Le mariage en ville) est un opéra-bouffe (dramma buffo) en 2 actes, musique de Gaetano Donizetti, sur un livret de Bartolomeo Merelli, représenté pour la première fois au Teatro Vecchio de Mantoue durant le carnaval 1820-1821.

## Histoire
En 1819, Donizetti, qui avait représenté l'année précédente deux opéras, Enrico di Borgogna et Una follia, se lança dans la composition d'un opéra-bouffe sur un livret de Bartolomeo Merelli d'après une pièce d'August von Kotzebue, Die deutschen Kleinstädter (La Petite ville allemande, Vienne, 1802), sans doute via un intermédiaire italien non identifié. 
On ignore qui était le commanditaire, ni même s'il y avait un commanditaire, encore que le contraire serait surprenant. La partition était à peu près terminée avant la fin de l'été. Pour une raison inconnue, l'opéra dut attendre près de dix-huit mois avant d'être représenté à Mantoue durant le carnaval 1820-1821, par la troupe itinérante de l'impresario Paolo Zancla.
D'après Merelli, la première fut un échec car : « en dépit de plusieurs numéros qui eurent du succès, l'ouvrage pâtit des caprices et de la mauvaise volonté de plusieurs des chanteurs, en particulier la prima donna ». La prima donna en question était Fanny Eckerlin, qui avait chanté en travesti le rôle-titre d’Enrico di Borgogna. On ignore la raison de sa mauvaise humeur, et la manière dont elle se manifesta.
Le relatif insuccès de la création n'empêcha pas l'ouvrage d'être repris à Gênes au printemps 1822 sous le titre I provinciali ossia Le nozze in villa.

## Distribution
| Rôle                         | Type de voix   | Interprètes lors de la première |
| ---------------------------- | -------------- | ------------------------------- |
| Sabina                       | mezzo-soprano  | Fanny Eckerlin                  |
| Trifoglio, maître d'école    | basse (bouffe) |                                 |
| Claudio, riche propriétaire  | ténor          |                                 |
| Don Petronio, père de Sabina | basse          |                                 |
| Anastasia                    | alto           |                                 |

## Argument
Une jeune fille, Sabina est éprise du jeune et modeste Claudio mais elle est courtisée par Trifoglio, maître d'école, à qui le père de Sabina, Petronio, se propose de la marier. Afin de dissimuler à sa famille l'existence d'un amant, Sabina fait passer son portrait pour celui du roi, si bien qu'à sa première apparition au village, Claudio est reçu comme un souverain. Après divers malentendus, Trifoglio renonce à la main de Sabina en apprenant que sa dot comprend cinquante-huit perruques, un globe aérostatique, six douzaines de paires de lunettes, mais pas d'argent. Claudio, qui s'avère un riche propriétaire, obtient la main de Sabina en acceptant de l'épouser sans dot.

## Analyse
Le manuscrit autographe de Le nozze in villa est perdu, comme ceux des deux autres opéras que Paolo Zancla commanda à Donizetti. Comme pour Enrico di Borgogna, une copie – la seule connue – est conservée à la Bibliothèque nationale de France à Paris. Cette copie ne coïncide pas complètement avec le livret qui a été imprimé ; il lui manque notamment le quintette de l'acte II.
Selon Piotr Kaminsky : « La partition n'est guère remarquable, en dehors d'un trio père-fille-prétendant assez spirituel. » Selon William Ashbrook : « Dans l'ensemble cette partition reprend de manière routinière et peu inspirée les formules de composition de l'époque. La principale exception est le trio qui ouvre l'acte II, qui comporte une partie lente attrayante et une stretta dans laquelle le style de Donizetti se révèle de manière frappante. »
La cabalette de l'aria finale, que l'opéra partage d'ailleurs avec Il falegname di Livonia fut ultérieurement insérée, à une date inconnue, dans La lettera anonima.

## Discographie
| Année | Distribution (Sabina, Claudio, Petronio, Trifoglio) | Chef d'orchestre, Opéra et Orchestre                         | Label                                                        |
| ----- | --------------------------------------------------- | ------------------------------------------------------------ | ------------------------------------------------------------ |
| 1994  | Diana Montague, Paul Nilon, Jonathan Viera, ?       | David Parry, Orchestre Philharmonia, Chœur Geoffrey Mitchell | CD Audio : Opera Rara Cat: ORCH 104 Enregistrement en studio |